# Tục an táng cạnh nhà tại Tây Nam Bộ
Tục an táng cạnh nhà là tục phổ biến tại Tây Nam Bộ trong việc an táng người chết. Tại vùng này, người chết sẽ được an táng gần với căn nhà, họ sẽ được chôn bên hông, sau, trước, hoặc ngay bên trong nhà. Mồ mả cũng được đặt nằm ngoài đồng ruộng, vườn cây.

## Mô tả
Tục này liên quan quá trình lịch sử khai khẩn đất đai ở vùng Tây Nam Bộ. Vùng này từng là vùng đất có diện tích lớn rừng rậm, đầm lầy, có nhiều thú lớn như hổ, lợn rừng. Khi người chết được chôn cất thường xảy ra tình trạng thú rừng đào xác người để ăn. Cho đến thế kỷ 20, khu vực Cà Mau vẫn còn nhiều rừng rậm, nên vẫn còn diễn ra mối đe dọa của thú dữ đào xác. Do đó, người thân chôn xác người chết cạnh nhà để trông nom.
Nguyên nhân khác của tục này là do địa thế sông nước chằng chịt của vùng sông nước Tây Nam Bộ. Trong nhiều thế kỷ, cầu khỉ vẫn còn phổ biến chứ không có những cây cầu qua sông, rạch hoàn chỉnh như ngày nay. Việc mang quan tài đến nghĩa trang rất bất tiện. Đồng thời, họ quan niệm quan tài vận chuyển bằng thuyền dễ chao đảo, khi lắc lư dễ khiến thân người chết bên trong nằm lệch, sẽ khiến ảnh hưởng cuộc sống con cháu. Con cháu người đã chết sẽ rất khó làm ăn. Nguyên nhân khác bao gồm tình cảm gia đình, lũ lụt, hoặc người trước khi chết sợ con cháu bán đất nên chỉ định chôn cạnh nhà để con cháu phải gắn bó với mảnh đất gia đình.
Người vùng khác của Việt Nam không có tục táng này. Người miền Bắc Việt Nam an táng người thân của họ trong các nghĩa trang. Một số trường hợp an táng gần nhà cạnh các khu dân cư xảy ra phản ứng mạnh từ người dân xung quanh.

## Pháp lý
Tục an táng này phải tuân thủ quy định pháp luật Việt Nam, phải xin phép cơ quan chức năng. Theo Điều 63 Luật Bảo vệ môi trường 2020, việc an táng phải đảm bảo vệ sinh và không gây ô nhiễm môi trường các khu vực dân cư, nguồn nước. Pháp luật Việt Nam không ngăn cản an táng tại đất đai, vườn nhà, nhưng khuyến khích an táng tại nghĩa trang. Vấn đề rộng hơn của phong tục an táng cạnh nhà là việc chôn cất trong khu dân cư. Pháp luật Việt Nam chỉ rõ là trái pháp luật nhưng chưa có quy định chế tài.